# 분노의 질주: 홉스&쇼
《분노의 질주: 홉스&쇼》(영어: Fast & Furious Presents: Hobbs & Shaw)는 2019년 개봉한 미국의 액션 영화다. 데이비드 리치가 감독을, 크리스 모건이 각본을 맡았다. 영화 《분노의 질주》 시리즈의 캐릭터 루크 홉스와 데커드 쇼를 주인공으로 하는 스핀오프 작품이다.

## 출연진
- 드웨인 존슨 - 루크 홉스 역
- 제이슨 스테이섬 - 데커드 쇼 역
- 이드리스 엘바 - 브릭스턴 로어 역
- 버네사 커비 - 헤티 쇼 역
- 에이사 곤살레스 - 마담 M 역
- 헬렌 미렌 - 막달레나 쇼 역
- 에디 마산 - 안드레이코 교수 역
- 클리프 커티스 - 조나 홉스 역
- 로리 펠레니스 투이사노 - 세피나 역
- 스테파니 보그트 - 뉴스리더 역
- 라이언 레이놀즈 - 카메오 역
- 케빈 하트 - 카메오 역
- 로만 레인즈 - 홉스 동생 역